# Jorida Tabaku
Jorida Hasan Tabaku (ur. 1 lipca 1979 w Tiranie) – albańska ekonomistka i polityk; wiceminister integracji europejskiej w latach 2009-2011, wiceburmistrz Tirany w latach 2011–2013, deputowana do Zgromadzenia Albanii z ramienia Partii Demokratycznej.

## Życiorys
Ukończyła studia na Wydziale Ekonomicznym Uniwersytetu Tirańskiego, naukę kontynuowała w Stanach Zjednoczonych i w Wielkiej Brytanii. W roku 2005 wróciła do Tirany w celu dalszej nauki; po czterech latach uzyskała tytuł doktora nauk ekonomicznych. Pracuje jako wykładowczyni na ukończonym wcześniej Wydziale Ekonomicznym Uniwersytetu Tirańskiego.
W latach 2009–2011 była wiceministrem integracji europejskiej.
Od lipca 2011 do 2013 roku była wiceburmistrzem Tirany.
W 2013 roku w wyborach parlamentarnych uzyskała mandat deputowanej do Zgromadzenia Albanii z ramienia Demokratycznej Partii Albanii; należała do komisji ds. finansowych oraz integracji europejskiej.

## Poglądy gospodarcze
Tabaku jest zwolenniczką podatku liniowego; w 2018 roku zaproponowała przywrócenie tej formy opodatkowania po zastąpieniu jej podatkiem progresywnym, wprowadzonym przez rządzącą Socjalistyczną Partię Albanii.

## Prace naukowe
- Qeverisje e korporatave (współautorka)[3]